# Campeonato de Eslovaquia de Ciclismo en Ruta
Los Campeonatos de Eslovaquia de Ciclismo en Ruta se organizan anualmente desde el año 1997 para determinar el campeón ciclista de Eslovaquia de cada año. El título se otorga al vencedor de una única carrera. El vencedor obtiene el derecho a portar un maillot con los colores de la bandera eslovaca hasta el Campeonato de Eslovaquia del año siguiente.

## Palmarés

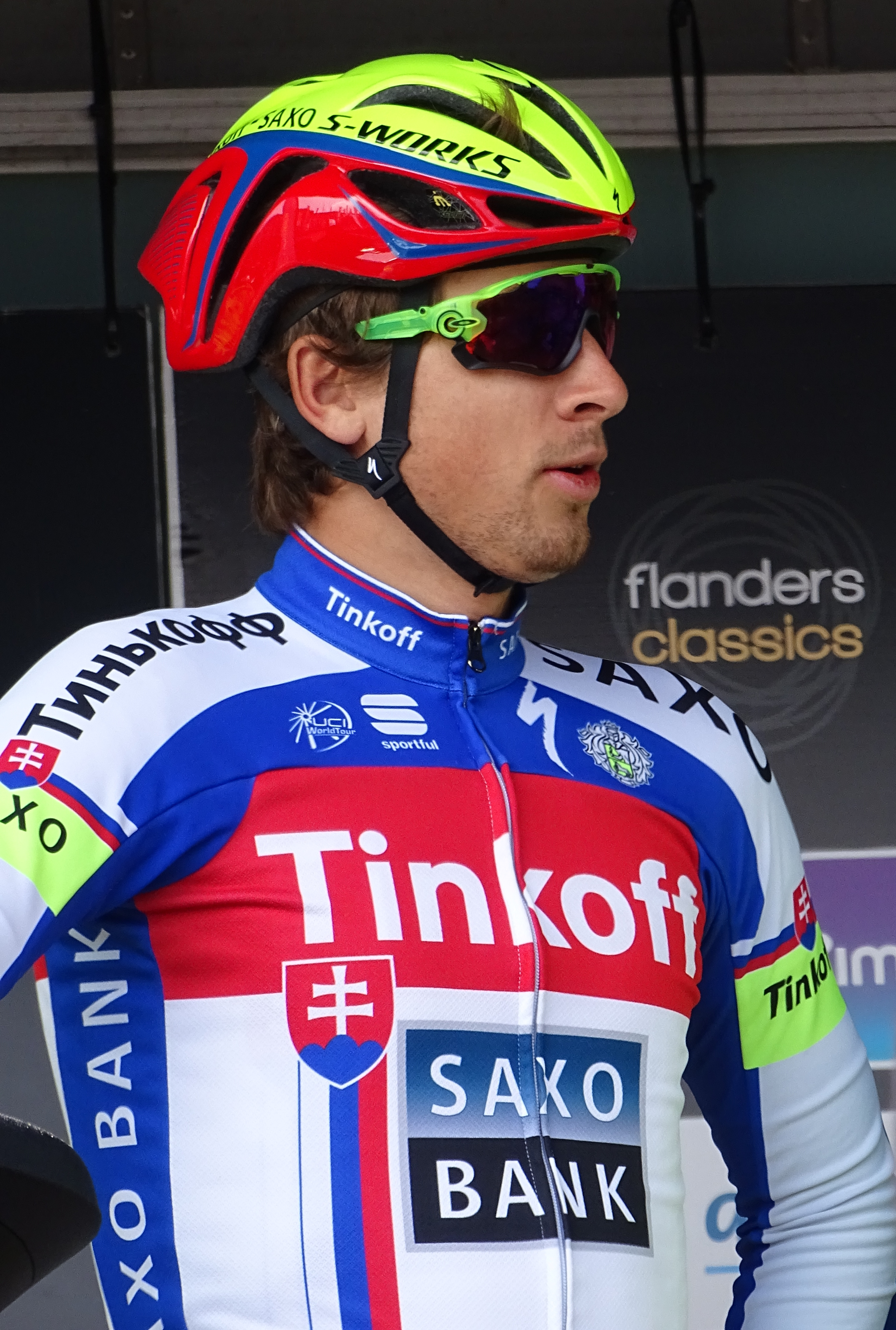
Peter Sagan, campeón de Eslovaquia en seis ocasiones.

| Año  | Ganador            | Segundo          | Tercero                |
| 1996 | Martin Riška       | Milan Dvorsick   | Ján Valach             |
| 1997 | Ján Valach         | Miroslav Liptak  | Pavel Zaduban          |
| 1998 | Ján Valach         | Ján Šipeky       | Miroslva Liptak        |
| 1999 | Ján Valach         | Miroslva Liptak  | Martin Riška           |
| 2000 | Róbert Nagy        | Roman Broniš     | Ondrej Slobodník       |
| 2001 | Ján Valach         | Ľuboš Kondis     | Roman Broniš           |
| 2002 | Martin Riška       | Róbert Nagy      | Miroslav Keliar        |
| 2003 | Martin Riška       | Robert Glovniak  | Roman Broniš           |
| 2004 | Martin Riška       | Matej Jurčo      | Miroslav Keliar        |
| 2005 | Martin Prázdnovský | Ondrej Slobodník | Roman Broniš           |
| 2006 | Maroš Kováč        | Zoltán Remák     | Martin Riška           |
| 2007 | Martin Riška       | Ján Valach       | Maroš Kováč            |
| 2008 | Matej Jurčo        | Roman Broniš     | Martin Prázdnovský     |
| 2009 | Jakub Novák        | Ján Valach       | Matej Jurčo            |
| 2010 | Martin Velits      | Matej Vyšňa      | Martin Kostelnicak     |
| 2011 | Peter Sagan        | Matej Jurčo      | Marek Čanecký          |
| 2012 | Peter Sagan        | Peter Velits     | Patrik Tybor           |
| 2013 | Peter Sagan        | Maroš Kováč      | Patrik Tybor           |
| 2014 | Peter Sagan        | Peter Velits     | Martin Mahďar          |
| 2015 | Peter Sagan        | Juraj Sagan      | Patrik Tybor           |
| 2016 | Juraj Sagan        | Peter Sagan      | Michal Kolář           |
| 2017 | Juraj Sagan        | Peter Sagan      | Erik Baška             |
| 2018 | Peter Sagan        | Juraj Sagan      | Michal Kolář           |
| 2019 | Juraj Sagan        | Erik Baška       | Patrik Tybor           |
| 2020 | Juraj Sagan        | Erik Baška       | Lukáš Kubiš            |
| 2021 | Peter Sagan        | Matúš Štoček     | Lukáš Kubiš            |
| 2022 | Peter Sagan        | Lukáš Kubiš      | Matúš Štoček           |
| 2023 | Matúš Štoček       | Peter Sagan      | Lukáš Kubiš            |
| 2024 | Lukáš Kubiš        | Martin Svrček    | Richard Riška          |
| 2025 | Lukáš Kubiš        | Martin Svrček    | Matthias Schwarzbacher |

## Estadísticas

### Más victorias
| Ciclista     | Victorias | Años                                            |
| ------------ | --------- | ----------------------------------------------- |
| Peter Sagan  | 8         | 2011, 2012, 2013, 2014, 2015, 2018, 2021 y 2022 |
| Martin Riška | 5         | 1996, 2002, 2003, 2004 y 2007                   |
| Ján Valach   | 4         | 1997, 1998, 1999 y 2001                         |
| Juraj Sagan  | 4         | 2016, 2017, 2019 y 2020                         |